# Melichneutes robustus
Melichneutes robustus là một loài chim trong họ Indicatoridae.